# Cholesbury
Cholesbury är en by i civil parish Cholesbury-cum-St. Leonards, i kommunen Buckinghamshire, i England. Byn är belägen 13 km från Aylesbury. Cholesbury var en civil parish fram till 1934 när blev den en del av Cholesbury cum St Leonards. Civil parish hade 115 invånare år 1931.